# Élections législatives de 2007 en Eure-et-Loir
Les élections législatives françaises de 2007 se déroulent les 10 et 17 juin 2007. Dans le département d'Eure-et-Loir, quatre députés sont à élire dans le cadre de quatre circonscriptions. 

## Élus
| Circonscription | Député sortant     | Parti | Parti | Député élu ou réélu  | Parti | Parti |
| --------------- | ------------------ | ----- | ----- | -------------------- | ----- | ----- |
| 1re             | Jean-Pierre Gorges |       | UMP   | Jean-Pierre Gorges   |       | UMP   |
| 2e              | Gérard Hamel       |       | UMP   | Gérard Hamel         |       | UMP   |
| 3e              | François Huwart    |       | PRG   | Laure de La Raudière |       | UMP   |
| 4e              | Alain Venot        |       | UMP   | Philippe Vigier      |       | NC    |

## Résultats

### Résultats à l'échelle du département
| Parti                                            | Parti                               | Premier tour | Premier tour | Second tour | Second tour | Sièges |
| Parti                                            | Parti                               | Voix         | %            | Voix        | %           | Sièges |
| ------------------------------------------------ | ----------------------------------- | ------------ | ------------ | ----------- | ----------- | ------ |
|                                                  | Union pour un mouvement populaire   | 53 837       | 31,02        | 67 324      | 54,18       | 3      |
|                                                  | Nouveau centre                      | 23 918       | 13,78        |             |             | 1      |
|                                                  | Divers droite                       | 4 797        | 2,76         | 0           |             |        |
|                                                  | Mouvement pour la France            | 2 354        | 1,36         | 0           |             |        |
|                                                  | Majorité présidentielle             | 84 906       | 48,93        | 67 324      | 54,18       | 4      |
|                                                  |                                     |              |              |             |             |        |
|                                                  | Parti socialiste                    | 30 571       | 17,62        | 37 993      | 30,57       | 0      |
|                                                  | Parti radical de gauche             | 12 470       | 7,19         | 18 950      | 15,25       | 0      |
|                                                  | Les Verts                           | 5 585        | 3,22         |             |             | 0      |
|                                                  | Parti communiste français           | 3 799        | 2,19         | 0           |             |        |
|                                                  | Gauche parlementaire                | 52 425       | 30,21        | 56 943      | 45,82       | 0      |
|                                                  |                                     |              |              |             |             |        |
|                                                  | UDF–Mouvement démocrate             | 15 620       | 9,00         |             |             | 0      |
|                                                  | Front national                      | 11 060       | 6,37         | 0           |             |        |
|                                                  | Extrême gauche dont LCR, LO et PT   | 6 704        | 3,86         | 0           |             |        |
|                                                  | Chasse, pêche, nature et traditions | 2 818        | 1,62         | 0           |             |        |
|                                                  |                                     |              |              |             |             |        |
| Inscrits                                         | Inscrits                            | 294 627      | 100,00       | 226 718     | 100,00      | 4      |
| Abstentions                                      | Abstentions                         | 117 662      | 39,94        | 97 501      | 43,01       |        |
| Votants                                          | Votants                             | 176 965      | 60,06        | 129 217     | 56,99       |        |
| Blancs et nuls                                   | Blancs et nuls                      | 3 432        | 1,94         | 4 950       | 3,83        |        |
| Exprimés                                         | Exprimés                            | 173 533      | 98,06        | 124 267     | 96,17       |        |
| Source : Ministère de l'Intérieur - Eure-et-Loir |                                     |              |              |             |             |        |

### Résultats par circonscription

#### Première circonscription (Chartres)
| Candidat       | Candidat                         | Parti          | Premier tour | Premier tour | Second tour | Second tour |  |
| Candidat       | Candidat                         | Parti          | Voix         | %            | Voix        | %           |  |
| -------------- | -------------------------------- | -------------- | ------------ | ------------ | ----------- | ----------- |  |
|                | Jean-Pierre Gorges sortant réélu | UMP            | 20 596       | 40,73        | 23 556      | 50,06       |  |
|                | Françoise Vallet                 | PS             | 12 632       | 24,98        | 23 497      | 49,94       |  |
|                | Éric Chevée                      | UDF–MoDem      | 9 193        | 18,18        |             |             |  |
|                | Gabrielle Delvallée              | FN             | 2 657        | 5,25         |             |             |  |
|                | Claude Epineau                   | Les Verts      | 1 885        | 3,73         |             |             |  |
|                | Mathieu Dameron                  | LCR            | 1 251        | 2,47         |             |             |  |
|                | Lionel Geollot                   | PCF            | 989          | 1,96         |             |             |  |
|                | Kathy Garreyn                    | CPNT           | 775          | 1,53         |             |             |  |
|                | Marie-Josée Aubert               | LO             | 592          | 1,17         |             |             |  |
|                |                                  |                |              |              |             |             |  |
| Inscrits       | Inscrits                         | Inscrits       | 85 310       | 100,00       | 85 310      | 100,00      |  |
| Abstentions    | Abstentions                      | Abstentions    | 33 823       | 39,65        | 36 110      | 42,33       |  |
| Votants        | Votants                          | Votants        | 51 487       | 60,35        | 49 200      | 57,67       |  |
| Blancs et nuls | Blancs et nuls                   | Blancs et nuls | 917          | 1,78         | 2 147       | 4,36        |  |
| Exprimés       | Exprimés                         | Exprimés       | 50 570       | 98,22        | 47 053      | 95,64       |  |

#### Deuxième circonscription (Dreux)
| Candidat       | Candidat                   | Parti          | Premier tour | Premier tour | Second tour | Second tour |  |
| Candidat       | Candidat                   | Parti          | Voix         | %            | Voix        | %           |  |
| -------------- | -------------------------- | -------------- | ------------ | ------------ | ----------- | ----------- |  |
|                | Gérard Hamel sortant réélu | UMP            | 18 662       | 47,37        | 22 120      | 60,41       |  |
|                | Birgitta Hessel            | PS             | 8 472        | 21,5         | 14 496      | 39,59       |  |
|                | Jean-Pierre Gaboriau       | UDF–MoDem      | 4 118        | 10,45        |             |             |  |
|                | Jacques Dautrème           | FN             | 3 061        | 7,77         |             |             |  |
|                | Françoise Duthu            | Les Verts      | 1 277        | 3,24         |             |             |  |
|                | Martine Galvin             | LCR            | 827          | 2,1          |             |             |  |
|                | Jocelyne Rigourd           | MPF            | 797          | 2,02         |             |             |  |
|                | Gisèle Quérité             | PCF            | 788          | 2            |             |             |  |
|                | Véronique Genet            | CPNT           | 637          | 1,62         |             |             |  |
|                | Vincent Chevrollier        | LO             | 404          | 1,03         |             |             |  |
|                | Béatrice Jaffrenou         | PT             | 356          | 0,9          |             |             |  |
|                |                            |                |              |              |             |             |  |
| Inscrits       | Inscrits                   | Inscrits       | 70 131       | 100,00       | 70 133      | 100,00      |  |
| Abstentions    | Abstentions                | Abstentions    | 30 088       | 42,9         | 32 012      | 45,64       |  |
| Votants        | Votants                    | Votants        | 40 043       | 57,1         | 38 121      | 54,36       |  |
| Blancs et nuls | Blancs et nuls             | Blancs et nuls | 644          | 1,61         | 1 505       | 3,95        |  |
| Exprimés       | Exprimés                   | Exprimés       | 39 399       | 98,39        | 36 616      | 96,05       |  |

#### Troisième circonscription (Nogent-le-Rotrou)
| Candidat       | Candidat                  | Parti          | Premier tour | Premier tour | Second tour | Second tour |  |
| Candidat       | Candidat                  | Parti          | Voix         | %            | Voix        | %           |  |
| -------------- | ------------------------- | -------------- | ------------ | ------------ | ----------- | ----------- |  |
|                | Laure de La Raudière élue | UMP            | 14 579       | 34,97        | 21 648      | 53,32       |  |
|                | François Huwart sortant   | PRG            | 12 470       | 29,91        | 18 950      | 46,68       |  |
|                | Patrick Hoguet            | Divers droite  | 4 797        | 11,51        |             |             |  |
|                | Philippe Loiseau          | FN             | 3 000        | 7,2          |             |             |  |
|                | Isabelle Diveki           | UDF–MoDem      | 2 309        | 5,54         |             |             |  |
|                | Karim Laanaya             | Les Verts      | 1 125        | 2,7          |             |             |  |
|                | Stéphane Mourad           | LCR            | 756          | 1,81         |             |             |  |
|                | Pascal Emmanuel           | PCF            | 666          | 1,6          |             |             |  |
|                | Hugues Deballon           | MPF            | 593          | 1,42         |             |             |  |
|                | Anne-Catherine Godde      | LO             | 552          | 1,32         |             |             |  |
|                | Françoise Ribeiro         | CPNT           | 527          | 1,26         |             |             |  |
|                | Nicole Mas                | PT             | 316          | 0,76         |             |             |  |
|                |                           |                |              |              |             |             |  |
| Inscrits       | Inscrits                  | Inscrits       | 71 277       | 100,00       | 71 275      | 100,00      |  |
| Abstentions    | Abstentions               | Abstentions    | 28 732       | 40,31        | 29 379      | 41,22       |  |
| Votants        | Votants                   | Votants        | 42 545       | 59,69        | 41 896      | 58,78       |  |
| Blancs et nuls | Blancs et nuls            | Blancs et nuls | 855          | 2,01         | 1 298       | 3,1         |  |
| Exprimés       | Exprimés                  | Exprimés       | 41 690       | 97,99        | 40 598      | 96,9        |  |

#### Quatrième circonscription (Châteaudun)
|                | Philippe Vigier élu    | NC             | 23 918 | 57,12  |  |  |  |
|                | Serge Fauve            | PS             | 9 467  | 22,61  |  |  |  |
|                | Marie-France Garcette  | FN             | 2 342  | 5,59   |  |  |  |
|                | Dominique Garcia       | PCF            | 1 356  | 3,24   |  |  |  |
|                | Danielle Auroi         | Les Verts      | 1 298  | 3,1    |  |  |  |
|                | Alice Bouyssou         | LCR            | 1 096  | 2,62   |  |  |  |
|                | Bernadette Jouachim    | MPF            | 964    | 2,3    |  |  |  |
|                | Jessica Guillet-Briand | CPNT           | 879    | 2,1    |  |  |  |
|                | Miren Chaize           | LO             | 554    | 1,32   |  |  |  |
|                |                        |                |        |        |  |  |  |
| Inscrits       | Inscrits               | Inscrits       | 67 909 | 100,00 |  |  |  |
| Abstentions    | Abstentions            | Abstentions    | 25 019 | 36,84  |  |  |  |
| Votants        | Votants                | Votants        | 42 890 | 63,16  |  |  |  |
| Blancs et nuls | Blancs et nuls         | Blancs et nuls | 1 016  | 2,37   |  |  |  |
| Exprimés       | Exprimés               | Exprimés       | 41 874 | 97,63  |  |  |  |